# Newport (Vermont)
Newport is een plaats (city) in de Amerikaanse staat Vermont, en valt bestuurlijk gezien onder Orleans County.

## Demografie
Bij de volkstelling in 2000 werd het aantal inwoners vastgesteld op 5005.
In 2006 is het aantal inwoners door het United States Census Bureau geschat op 5289, een stijging van 284 (5.7%).

## Geografie
Volgens het United States Census Bureau beslaat de plaats een oppervlakte van
19,7 km², waarvan 15,6 km² land en 4,1 km² water. Newport ligt op ongeveer 210 m boven zeeniveau.

## Plaatsen in de nabije omgeving
De onderstaande figuur toont nabijgelegen plaatsen in een straal van 24 km rond Newport.